# Karl von Monts
Alexander Karl Johann Friedrich Jakob Graf von Monts (* 11. Juni 1793 in Bayreuth; † 26. November 1870 in Liegnitz) war ein preußischer Generalleutnant.

## Leben

### Herkunft
Er war der Sohn von Felix Anton Ludwig Graf von Monts (* 30. März 1765 in Kleve; † 5. Februar 1848 in Glatz) und dessen Ehefrau There Charlotte Karoline Luise, geborene von Budberg (* 27. März 1770; † 9. Dezember 1848 in Glatz) Tochter des Generalleutnants Alexander von Budberg. Sein Vater war preußischer Oberstleutnant a. D., zuletzt Chef der Garnisonkompanie des Infanterieregiments Nr. 23. Der spätere preußische General der Infanterie Friedrich von Monts war sein Bruder.

### Militärkarriere
Monts besuchte seit 21. Juni 1806 die Kadettenanstalt in Berlin und wurde am 5. Juli 1811 als Portepeefähnrich dem Normal-Infanterie-Bataillon der Preußischen Armee überwiesen. Am 24. Januar 1812 wurde er zum Sekondeleutnant befördert und am 19. Juni 1813 in das neugebildete 2. Garde-Regiment zu Fuß versetzt. Mit dem Regiment nahm Monts während der Befreiungskriege an den Schlachten bei Großgörschen und Leipzig teil. Bei Bautzen wurde er durch einen Schuss in den rechten Arm verwundet und erhielt das Eiserne Kreuz II. Klasse. Für seine Leistungen während er Schlacht bei Paris wurde Monts mit dem Orden der Heiligen Anna III. Klasse ausgezeichnet.
Bis 17. Mai 1818 stieg er zum Kapitän und Kompaniechef im I. Bataillon auf. Als Major war Monts vom 30. März 1834 bis zum 25. März 1841 Kommandeur des II. Bataillons des 4. Garde-Landwehr-Regiments und wurde anschließend in das Kaiser Alexander Garde-Grenadier-Regiment Nr. 1 versetzt. Dort am 7. April 1842 zum Oberstleutnant befördert, beauftragte man ihn am 17. Oktober 1844 mit der Führung des 22. Infanterie-Regiments in Neisse. Nach seiner Beförderung zum Oberst am 22. März 1845 folgte am 13. Januar 1846 seine Ernennung zum Regimentskommandeur. Ab 2. Januar 1849 hatte Monts dann das Kommando über die 11. Landwehr-Brigade, wurde am 19. April 1851 Generalmajor und befehligte vom 4. Mai 1852 bis zum 16. Februar 1853 die neu errichtete 21. Infanterie-Brigade in Breslau. Anschließend hatte er den Posten als Kommandant von Posen inne. In dieser Stellung erhielt Monts am 18. September 1858 den Charakter als Generalleutnant. Unter Verleihung des Roten Adlerordens I. Klasse mit Eichenlaub wurde ihm am 3. Mai 1860 mit der gesetzlichen Pension der Abschied gewährt.

### Familie
Monts hatte sich am 17. März 1823 in Berlin mit Karoline Luise Wilhelmine Antoinette von Byern (* 29. März 1802 in Wickersdorf; † 13. November 1866 in Berlin) verheiratet. Aus der Ehe ging der spätere deutsche Vizeadmiral Alexander von Monts (1832–1889) hervor sowie die Tochter Antonie (* 2. März 1827), diese heiratete N.N. von Held, kaiserlich brasilianischer Oberstleutnant a. D.